# Clinch (rivier)

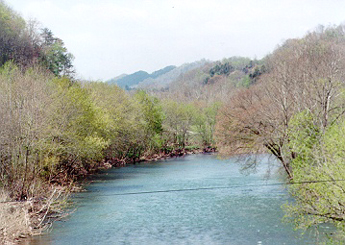
De Clinch bij Speers Ferry in Scott County (Virginia)

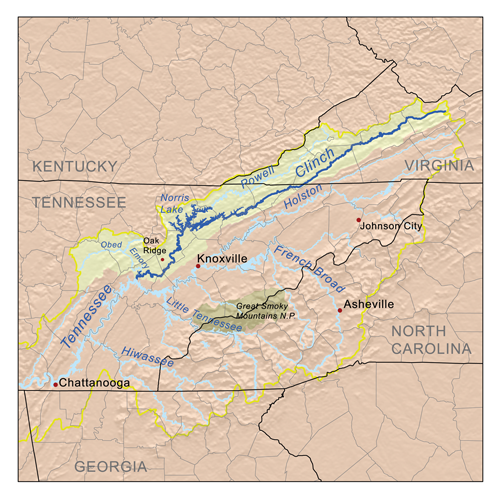
Kaart van de Clinch

De Clinch is een rivier in de Verenigde Staten die meer dan 480 km (300 miles) zuidwestelijk stroomt door de Great Appalachian Valley in de staten Virginia en Tennessee. Op haar weg sluiten verschillende zijrivieren aan waaronder de Powell, voordat ze samenvloeit met de Tennessee in Kingston (Tennessee).
De oorspronkelijke lokale stammen noemden deze river in de Ojibwegtaal de Pellissippi of de kronkelende wateren.

## Bruggen
Meerdere bruggen kruisen de Clinch:
- Charles Vanden Bulck Bridge op de Tennessee SR 95, White Wing Road
- Gallaher Bridge op de Highway 58
- Melton Hill Dam and lock